# 克拉夫季耶沃-塔拉索韋
50°34′57″N 30°0′19″E / 50.58250°N 30.00528°E

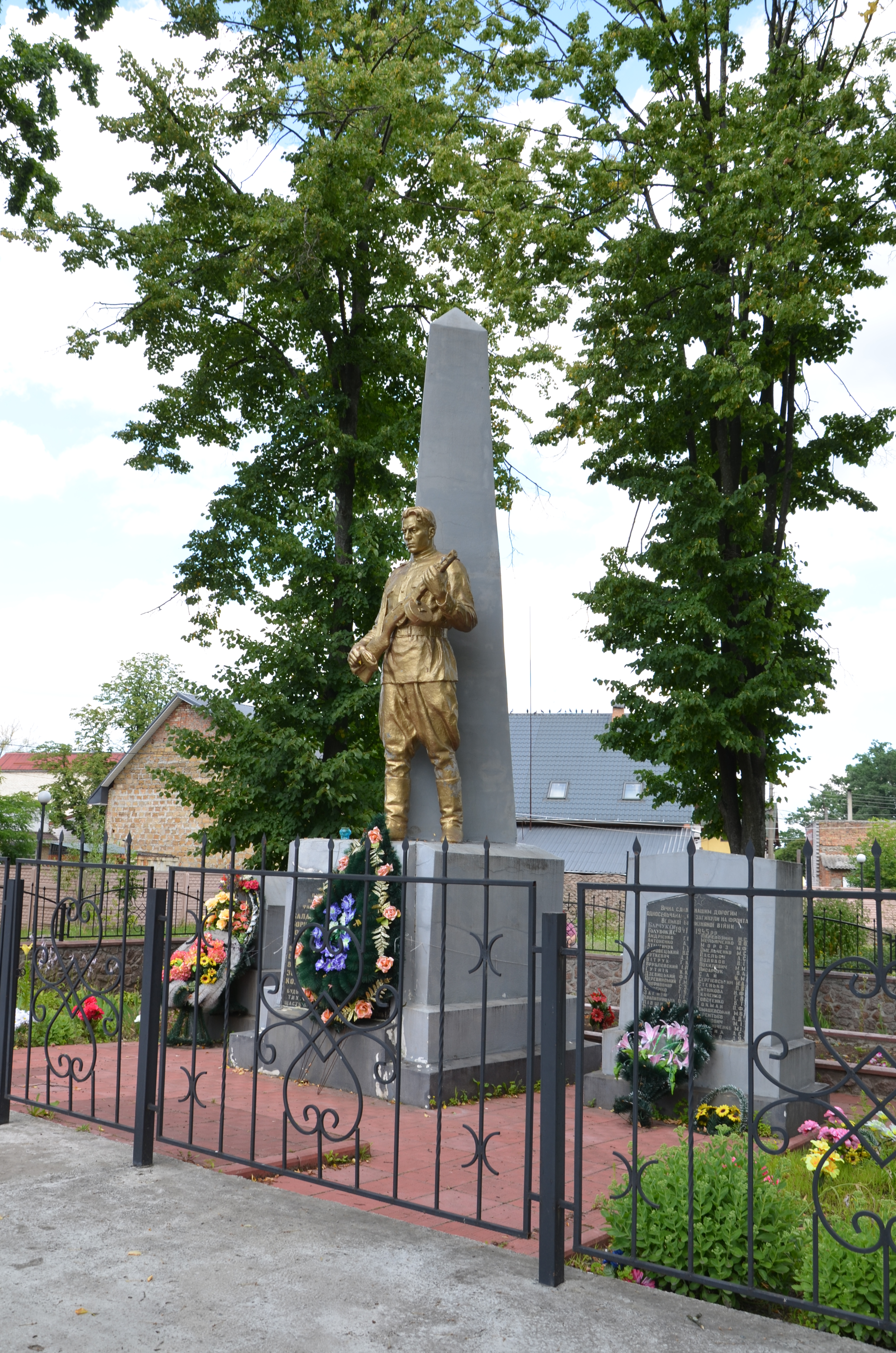
苏联烈士墓

克拉夫季耶沃-塔拉索韋（羅馬化：Klavdiievo-Tarasove）是位於烏克蘭北部的市級鎮，由基輔州布恰區的內米沙耶韋市鎮負責管轄。該鎮距離博羅江卡10公里，始建於1903年，面積5平方公里，2014年人口5,069，人口密度每平方公里999人。